# Nick Riviera
 (avril 2024).
Si vous disposez d'ouvrages ou d'articles de référence ou si vous connaissez des sites web de qualité traitant du thème abordé ici, merci de compléter l'article en donnant les références utiles à sa vérifiabilité et en les liant à la section « Notes et références ».
Le Docteur Nick Riviera est un personnage récurrent de la série télévisée d'animation Les Simpson, apparaissant pour la première fois dans l'épisode Toute la vérité, rien que la vérité de la deuxième saison. Étant un charlatan médical, même s'il affirme être aussi bon que le docteur Julius Hibbert, il est un personnage satirique représentant les docteurs qui ont étudié dans des écoles de médecine douteuses.

## Biographie
Riviera est d'origine latine et a un doctorat en médecine de l'école médicale Hollywood Upstairs (où il passait apparemment la plupart de son temps à obtenir des ordonnances de médicaments pour séduire les femmes). Jusqu'ici, aucun des patients qui se sont fait arnaquer, mutiler ou donner des avis médicaux inutiles ou dangereux ne semble l'avoir poursuivi, même si quelques-uns sont revenus le voir en personne. Riviera est le stéréotype du médecin louche et immoral qui effectue des opérations médicales seulement pour l'argent en considérant très peu ou pas du tout l'éthique médicale ou le bien-être de ses patients. Il opère souvent la famille Simpson lorsqu'ils ne peuvent pas se permettre le Docteur Hibbert.
Dans Les Simpson - Le Film, le Docteur Nick est empalé par un gros fragment de verre qui est tombé du dôme recouvrant Springfield. James L. Brooks et Al Jean ont confirmé qu'il est bel et bien mort, mais qu'il reviendra à la vie d'une façon similaire au Dr. Marvin Monroe. Il revient à partir de l'épisode Fiston perdu de la saison 20.

## Anecdotes
- L'esthétique du personnage est un peu basée sur Gábor Csupó, des studios Klapsy Csupo, qui est originaire de la Hongrie, puisque les animateurs ont malencontreusement pensé que l'acteur américain qui fait sa voix dans la version originale, Hank Azaria, imitait ce dernier, alors qu'en fait il faisait une mauvaise imitation du personnage de Ricky Ricardo de la série télévisée I Love Lucy.
- Lorsqu'il entre en scène, le Dr. Nick prononce habituellement la phrase « Bonjour, tout le monde ! », qui est immédiatement suivie de « Bonjour, Dr. Nick ! » ou " Bonjour, Dr. Riviera ! " prononcée par les autres personnages présents. D'ailleurs, juste avant de mourir dans Les Simpson - Le Film, il dit « Adieu, tout le monde ! », mais personne ne lui répond.
- Dans une analyse absurde faite par le Canadian Medical Association Journal qui est publiée par l'Association médicale canadienne, le Dr. Hibbert est comparé au Dr. Nick. L'analyse conclut sur le fait que le Dr. Nick est un meilleur modèle à suivre pour les médecins. En effet, le Dr. Hibbert serait paternaliste et très coûteux, contrairement au Dr. Nick, qui s'efforce de réduire les coûts et fait de son mieux pour éviter le coroner.
- On peut avoir un aperçu de son incompétence dans l'épisode 8 de la saison 13, intitulé La Chasse au sucre. En effet, dans cet épisode, on l'aperçoit en train de lire un manuel médical, le fameux Gray's Anatomy, et s'écrier : « Humm ! L’être humain est comme ça à l’intérieur !? C’est dégoûtant ! ». Puis il tourne la page et, en voyant l'illustration d'une grossesse, déclare alors : « Ooooh ! Cette femme a avalé un bébé ! »